# Reuniones entre la República Popular China y Corea del Norte de 2018-2019
Las reuniones entre la República Popular China y Corea del Norte de 2018-2019 fueron cinco cumbres no consecutivas de carácter reservado realizadas en las ciudades chinas de Pekín y Dalian y en la capital norcoreana de Pionyang, en las que se encontraron los mandatarios de las dos naciones asiáticas mencionadas.
El Presidente del Partido del Trabajo de Corea, Kim Jong-un, se reunió secretamente con el Secretario General del Partido Comunista de China Xi Jinping, del 25 al 28 de marzo de 2018. Fue su primer viaje diplomático conocido fuera del país desde que tomó el poder. Kim y Xi tuvieron una segunda reunión sorpresa los días 7 y 8 de mayo de 2018 en la ciudad de Dalián. Se realizó otra reunión entre los días 19 y 20 de junio en Pekín para valorar los avances realizados durante la cumbre de Singapur. Kim Jong-un se reunió con Xi Jinping en Beijing el 7, 8, 9 y 10 de enero de 2019. de antesala a la Cumbre de Hanói.El presidente de China, Xi Jinping, se ha convertido este en el primer dirigente extranjero en visitar Corea del Norte en catorce años. Es una visita para fortalecer la relaciones entre ambas naciones.

## Primera reunión

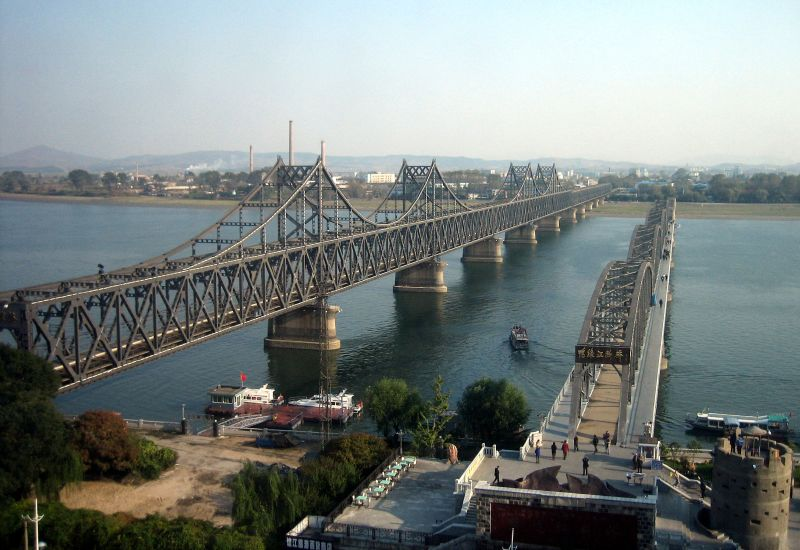
Kim Jong-un, líder supremo de Corea del Norte, viajó en tren hacia China por medio de la frontera que comparten ambos países.

La primera reunión China-Corea del Norte en 2018 fue organizada por invitación de Xi Jinping, secretario general del Partido Comunista de China y presidente de la República Popular China, quien hizo una invitación secreta al líder norcoreano Kim Jong-un para visitar China. El líder de Corea del Norte, Kim Jong-un, visitó Pekín utilizando su tren a prueba de balas para viajar a la reunión de tres días.
Durante la reunión entre ambos líderes, ambos de Estados socialistas de partido único, Kim Jong-un invitó oficialmente a Xi Jinping a Pionyang en el momento que le fuera conveniente, y Xi aceptó la invitación.
Durante el programa confidencial de la cumbre, Xi Jinping presentó y explicó la lista de los regalos al líder norcoreana. Kim también preparó varios regalos para su contraparte china, a quien describió sus detalles. Xi Jinping instó a fortalecer su asociación estratégica y diplomática en el futuro entre China y Corea del Norte. Kim Jong-un enfatizó que Corea del Norte y China son países socialistas de larga data y que existen muchas formas de cooperar en varios aspectos en el futuro.
La reunión fue vista como un inicio para que ambas naciones pudieran iniciar los canales diplomáticos para solucionar tanto el problema de la crisis de las armas nucleares y el problema del gobierno de Pekín con la guerra comercial iniciada por los Estados Unidos.

## Segunda reunión

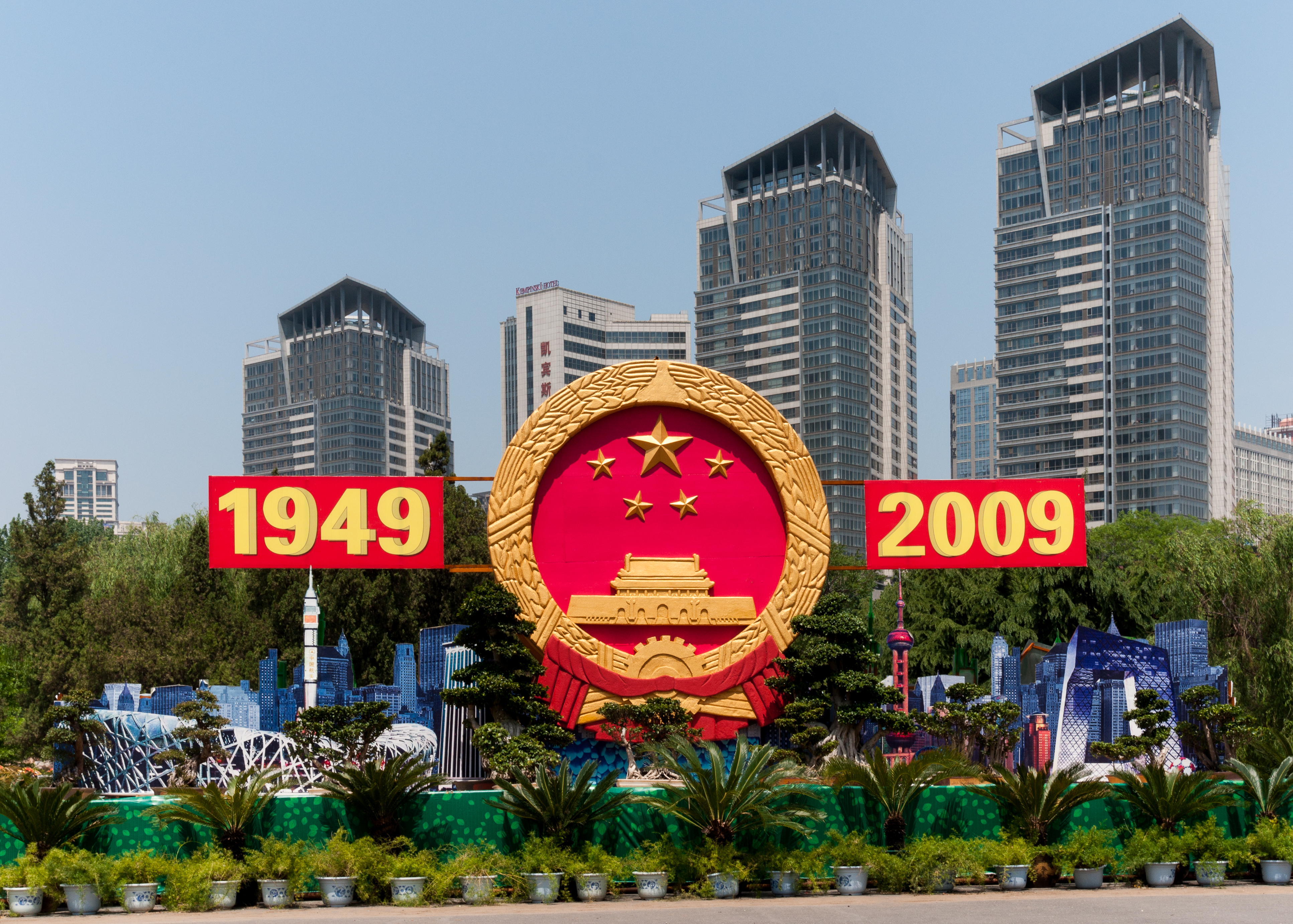
Dalian, fue la ciudad en la que se llevó a cabo la segunda reunión.

El líder supremo de Corea del Norte, Kim Jong-un, se reunió por segunda vez en dos meses con el líder chino Xi Jinping en la ciudad china de Dalián, Liaoning, entre el 7 y el 8 de mayo de 2018.
Ambos líderes discutieron cómo cooperar a nivel comunista en la desnuclearización y la paz en la península de Corea, además de abordar el tema de las relaciones entre China y la RPDC y otros asuntos importantes de interés común, según lo informado por la agencia Xinhua. En la ocasión Xi Jinping reafirmó su intención de realizar una visita de estado a Pionyang a fines de 2018.
El presidente estadounidense Donald Trump enfatizó que China debe cooperar con la continua implementación de sanciones económicas a Corea del Norte, hasta que desmantele permanentemente la energía nuclear. y sus programas de misiles ICBM.

## Tercera reunión
El 19 y 20 de junio está planificada la tercera reunión entre los líderes chino y norcoreano, esta vez en Pekín, donde Kim informará a Xi Jinping sobre los resultados de sus conversaciones con el presidente de Estados Unidos Donald Trump en la cumbre de Singapur, realizada el 12 de junio.

## Cuarta reunión
Kim Jong-un se reunió con Xi Jinping en Beijing el 7, 8, 9 y 10 de enero de 2019. El fin de  China y Corea del Norte es de tratar de fortalecer su relación bilateral. El viaje comenzó en el 35 cumpleaños de Kim. Muchos sospechan que Kim Jong-un estaba informando a Xi Jinping sobre la próxima Cumbre de Hanói entre Corea del Norte y Estados Unidos  solicitando asesoramiento. Kim viajó a Vietnam en tren previamente pasando por China.

## Quinta Reunión
El presidente de China, Xi Jinping, se ha convertido este en el primer dirigente extranjero en visitar Corea del Norte en catorce años. Esta reunión se ha hecho para fortalecer la relaciones bilaterales de ambos países asiáticos En la cumbre que mantuvo Xi con el líder norcoreano, Kim Jong-un, el presidente chino dio un espaldarazo al régimen al decir que ayudará a Piongyang a abordar sus preocupaciones en materia de seguridad, dando a entender que tratará de impulsar un acuerdo de paz en la región.